# فرودگاه تک‌بانده جیمز
فرودگاه تک‌بانده جیمز (به انگلیسی: Jim's Airstrip) یک فرودگاه خصوصی است که یک باند فرود چمن و خاک دارد و طول باند آن ۶۷۰ متر است. این فرودگاه در شهر هلسی، اورگن کشور ایالات متحده آمریکا قرار دارد و در ارتفاع ۸۳ متری از سطح دریا واقع شده‌است.